# Symphonie (Satellit)

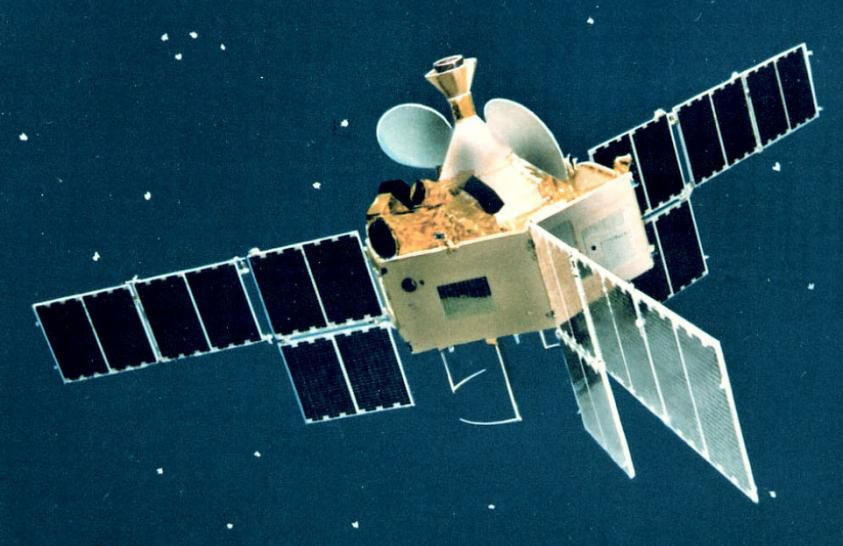
Künstlerische Darstellung des Kommunikationssatelliten Symphonie 2

Symphonie war der Name eines deutsch-französischen Nachrichtensatellitenprojektes. Der Name kann mit Gleichklang übersetzt werden und sollte die absolut gleichberechtigte Zusammenarbeit zwischen dem damaligen Westdeutschland und Frankreich ausdrücken.
Es wurden zwei Satelliten mit diesem Namen gebaut. Die Satelliten wurden mit einem Drallrad und Korrekturtriebwerken stabilisiert. Ihr Hauptkörper hat die Form eines sechseckigen Prismas, und ihre drei ausklappbaren Solarzellenausleger sind jeweils um 120° zueinander versetzt. Die Solarzellenausleger waren starr am Satelliten befestigt und wurden deshalb nacheinander während eines Erdumlaufes von beiden Seiten beschienen. Sie trugen deshalb auf beiden Seiten Solarzellen.
Jeder Satellit hat zwei Parabolantennen zur Datenübertragung in einen westlichen und/oder einen östlichen Footprint und eine kleinere Hornantenne für den Empfang der Daten vom sichtbaren Drittel der Erde. Jeder Satellit hatte zwei Transponder mit 90 MHz Bandbreite an Bord. Die Bodenstation konnte per Funkbefehl wählen, über welche der beiden Parabolantennen ein Transponder senden sollte (auch die Auswahl beider Transponder über eine Sendeantenne war möglich). Sie konnten jeweils ein Fernsehprogramm und 132 Fernsprechkanäle übertragen. Die Symphonie-Satelliten waren die technisch modernsten Nachrichtensatelliten ihrer Zeit.
Der Start war ursprünglich mit der gescheiterten Europarakete geplant. Schließlich wurden sie mit zwei Delta 2914 Raketen von Cape Canaveral gestartet. Jedoch machte die US-Regierung hierfür die Auflage, dass die Satelliten lediglich für Testzwecke und nicht operationell eingesetzt würden, da sie das eigene Monopol für Nachrichtensatelliten schützen wollte. Diese für zukünftige Satelliten unannehmbaren Bedingungen führten zur Entwicklung der Ariane 1.
Wegen der von den USA auferlegten Restriktionen bezüglich kommerzieller Nutzung wurden die Satelliten für Bildungsfernsehen und humanitäre Einsätze genutzt. Dazu gehörten insbesondere Bildungsfernsehen in Indien und Afrika, Übertragungen für die Deutsche Welle, Katastropheneinsätze des Roten Kreuzes und Friedensmissionen der Vereinten Nationen.
Das Netz der Bodenstationen erreichte die Zahl von über 50 Stationen weltweit in etwa 40 Ländern von Argentinien über Afrika, den Nahen Osten und Indien bis China.
- Symphonie 1 wog 230 kg und wurde am 19. Dezember 1974 um 2:39 Uhr UTC als erster westeuropäischer Nachrichtensatellit von einer Delta 2914 Trägerrakete in eine geostationäre Umlaufbahn gebracht und auf 11,5° West positioniert. 1977 wurde Symphonie 1 auf 49° Ost verschoben, wo er zwei Jahre blieb, bevor er auf seine alte Position zurückkehrte.

- Symphonie 2 folgte am 27. August 1975 um 1:42 Uhr UTC und wurde ebenfalls auf der Position 11,5° West stationiert, wo er bis zu seiner Außerdienststellung verblieb.

Die Lebensdauer der Satelliten war für 5 Jahre ausgelegt; die tatsächlich erreichte Missionsdauer war exakt 10 Jahre. Symphonie 2 wurde am 19. Dezember 1984 vom Raumfahrtkontrollzentrum des DFVLR (GSOC in Oberpfaffenhofen) abgeschaltet, nachdem er mit einem De-orbiting-Manöver aus der geostationären Bahn gebracht worden war.